# Magosliget
Magosliget là một thị trấn thuộc hạt Szabolcs-Szatmár-Bereg, Hungary. Thị trấn này có diện tích 5,18 km², dân số năm 2010 là 251 người, mật độ 48 người/km².